# Acropora kirstyae
Acropora kirstyae е вид корал от семейство Acroporidae. Видът е световно застрашен, със статут Уязвим.

## Разпространение и местообитание
Разпространен е в Австралия, Вануату, Индонезия, Кирибати, Малайзия, Маршалови острови, Микронезия, Науру, Нова Каледония, Палау, Папуа Нова Гвинея, Провинции в КНР, Сингапур, Соломонови острови, Тайван, Тайланд, Тувалу, Уолис и Футуна, Фиджи, Филипини и Япония.
Среща се на дълбочина от 2 до 12 m, при температура на водата от 26,1 до 26,6 °C и соленост 35,1 ‰.

## Описание
Популацията им е намаляваща.